# Belonophora ongensis
Genre
Espèce
Statut de conservation UICN

 CR : 
En danger critique
Belonophora ongensis est une espèce de plantes à fleurs de la famille des Rubiacées. Répandue au Gabon et au Cameroun, elle prend place dans les forêts subtropicales et tropicales ainsi que dans les forêts sempervirentes à une altitude allant de 200 à 500 m.

## Menaces
Cette espèce est menacée par la perte de son habitat naturel au Cameroun consécutive à la déforestation en faveur de l’agriculture et à l'expansion des plantations.